# カルロ・マデルノ
カルロ・マデルノ（Carlo Maderno、1556年 - 1629年1月30日）はイタリア系スイス人の建築家で、ティチーノ州で生まれた。バロック建築の先駆者の1人として知られている。彼がファサードを設計したサンタ・スザンナ教会、サン・ピエトロ大聖堂、サンタンドレア・デッラ・ヴァーレ教会はイタリアにおけるバロック様式の発展に重要な位置を占めている。彫刻家ステファノ・マデルノの兄弟とされることがあるが、2人が兄弟だという確たる証拠はない。

## 経歴

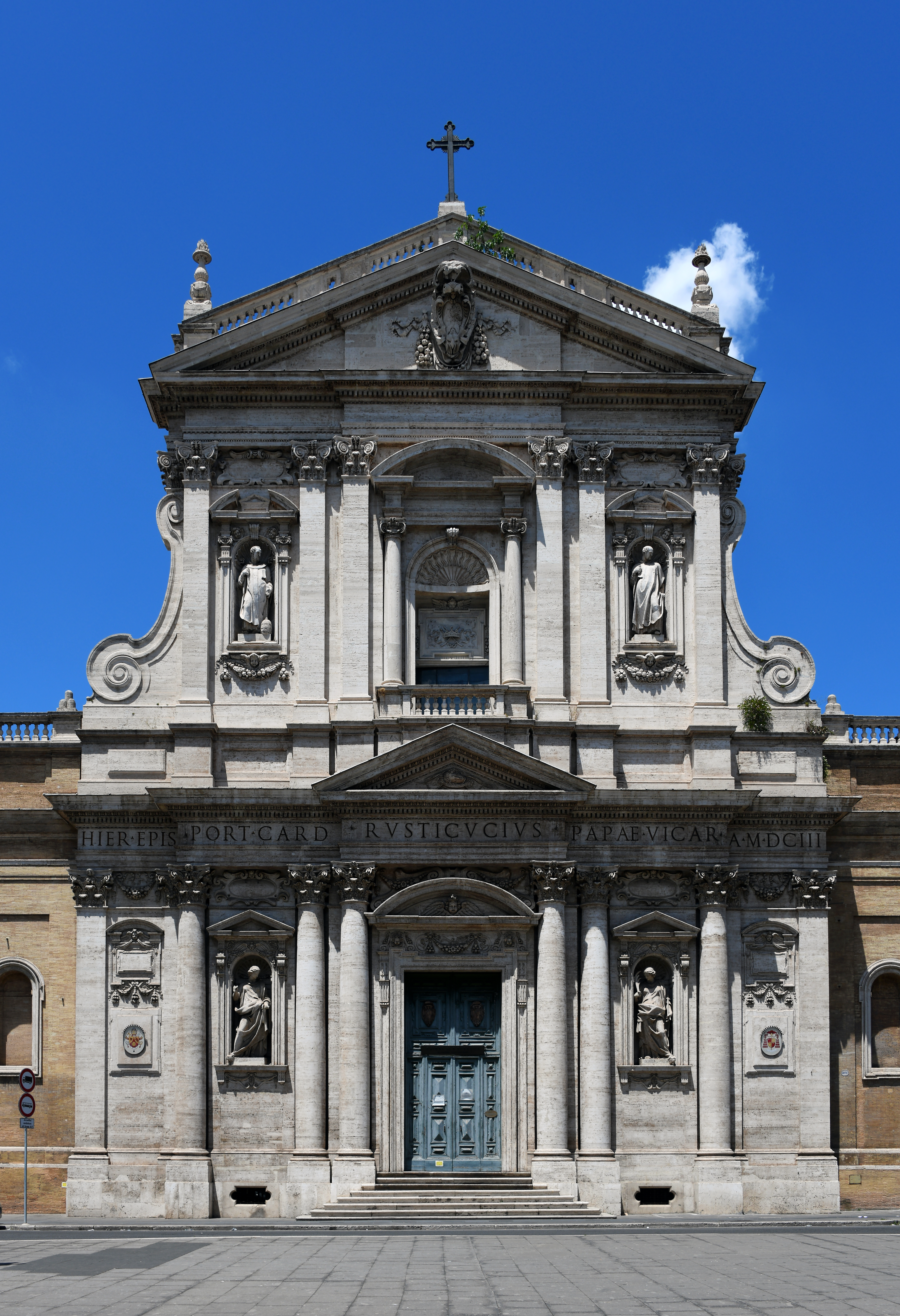
サンタ・スザンナ教会のファサード

サン・ピエトロ大聖堂のファサード

ティチーノ州（スイスの中でもイタリア語が話されている州）カポラーゴで生まれ、かなり北の大理石採石場で働いていたが、1588年に4人の兄弟と共に叔父のドメニコ・フォンターナの下で働くためにローマに出てきた。大理石の切り出しを行っていた経験から彫刻家的な技能を身につけていたことが建築家となる際に役立ったと見られる。最初の単独プロジェクトは1596年、古いサンタ・スザンナ教会のファサード改修（1597年-1603年）で、当初から自信に満ちた円熟した設計ができていた。ジェズ教会と同様、マニエリスム様式から脱却したバロック様式の最初のファサード設計の1つとされている。円柱と壁柱の動的なリズムがあり、中央部が突出していて装飾が集中していることで、構造に複雑さが加わっている。厳格さを維持しつつ、遊び心も感じさせる設計である。
サンタ・スザンナ教会のファサードが教皇パウルス5世の目に止まり、1607年にサン・ピエトロ大聖堂の主任設計者に任命された。ミケランジェロの計画を修正して、本堂とファサードを拡張することが彼に課せられた課題だった。1612年に完成したファサードは、中央の扉の上に豊かに装飾されたバルコニーを備え、そこから教皇が広場に集まった人々に祝福を与えることができるようになった。大聖堂はミケランジェロの設計したギリシア十字形からラテン十字形に拡張されたため、サン・ピエトロ広場から中央のドームが見えなくなり、その点がしばしば批判されてきた。しかし、この設計でマデルノが自由にできた部分はほとんどなかったと見られている。
その後もマデルノが依頼された仕事の多くは既存の建築物の改修だった。マデルノが一から設計して建設も指揮した唯一の建築物としてサンタ・マリア・デッラ・ヴィットーリア教会（1608年-1620年）がある。しかし、この教会にはベルニーニの「聖テレジアの法悦」という有名な彫刻があるため、マデルノの建築が無視される傾向があり、またファサードがマデルノの設計ではないという問題もある。

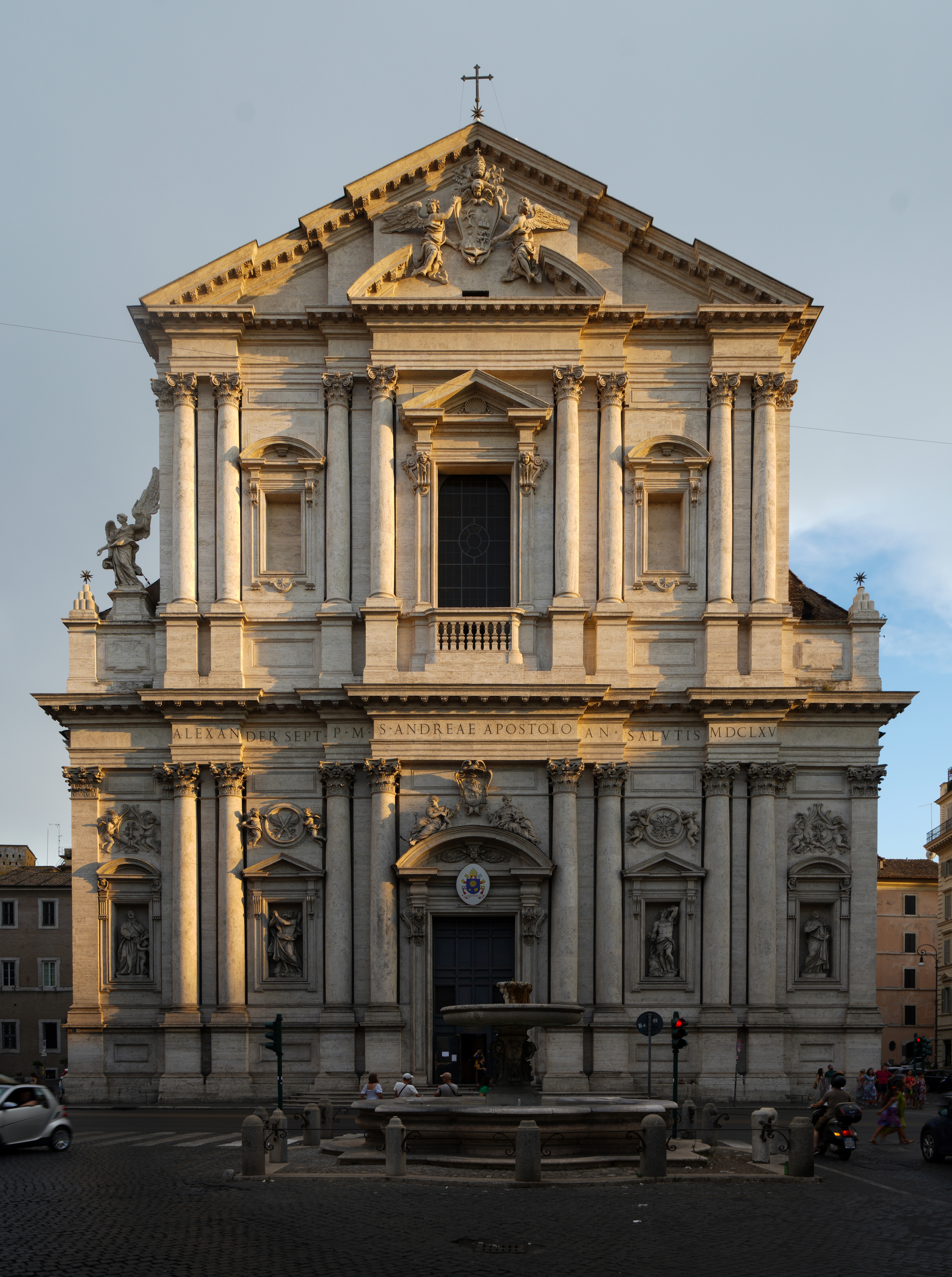
サンタンドレア・デッラ・ヴァーレ教会のファサード

マデルノの最高傑作とされるサンタンドレア・デッラ・ヴァーレ教会 (en) ですら、全部が彼の設計というわけではない。ファサードの設計とドームの建設はマデルノが行ったが、全体の設計はジャコモ・デッラ・ポルタらがテアチノ会のために1540年に行ったものである。マデルノの最初の設計は1608年になされ、建設は1621年から1625年に行われた。マデルノが亡くなったときファサードの建設は完了しておらず、カルロ・フォンターナが引き継いで完成させた。ファサードはジェズ教会でジャコモ・デッラ・ポルタが確立した様式にさらに動きと深さを与え（帯状装飾やコーニスの面を様々に前後させている）、キアロスクーロ的効果を増大させている（半ば埋め込まれた円柱が作る影で輪郭が強調されている）。
マデルノは他にもいくつかローマの教会を手がけており、中でもサン・ジョヴァンニ・デイ・フィオレンティーニ教会 (en) にはマデルノ自身の墓がある。さらにクイリナーレ宮殿、カステル・ガンドルフォにある教皇の宮殿（別荘）、バルベリーニ家出身の教皇ウルバヌス8世が建設させたバルベリーニ宮殿なども手がけた。なお、バルベリーニ宮殿は後にベルニーニやボッロミーニが改修で手を加えており、マデルノの設計の面影は薄くなっている。マデルノのパラッツォ設計の特徴がよく現れている建築物としては、マッティ宮殿 (en) がある（1598年-1616年）。
マデルノはサン・パオロ・フオーリ・レ・ムーラ大聖堂の聖ロレンツォ礼拝堂やサンタ・プデンツィアーナ教会のカエターニ礼拝堂など、既存の教会内の新たな礼拝堂も設計している。
マデルノはサンタ・マリア・マッジョーレ大聖堂の前にある聖母マリア記念柱の土台を設計した。これをモデルとして多くのカトリック国に聖母マリア記念柱が建設された。